# Rede Matogrossense de Comunicação
Rede Matogrossense de Comunicação (RMC) é uma rede de televisão regional afiliada à TV Globo. Transmite sua programação através de suas emissoras para os estados de Mato Grosso e Mato Grosso do Sul. Sua sede principal localiza-se em Campo Grande, em Mato Grosso do Sul e divide-se em duas emissoras: TV Centro América, em Mato Grosso e TV Morena, em Mato Grosso do Sul.

## História
A Rede Matogrossense nasceu em 25 de dezembro de 1965, com a criação da TV Morena em Campo Grande, cidade do então interior do estado de Mato Grosso, por iniciativa do empresário Eduardo Elias Zahran, proprietário da Copagaz. A ideia inicial de Zahran era criar uma rede de retransmissoras para que o sinal das emissoras de São Paulo chegasse ao estado, mas optou-se por criar uma geradora devido às dificuldades de transmissão entre municípios.
Em 1967, foi inaugurada a TV Centro América na capital Cuiabá, dando início a formação da rede. Em 1969, Eduardo Elias Zahran morre vítima de uma parada cardíaca, e seu irmão Ueze Zahran passa a administrar as empresas da família, incluindo a Rede Matogrossense de Televisão. A rede continua a se expandir em 1970, com a criação da TV Cidade Branca em Corumbá e em 1976, a programação que era uma mescla de programas locais com atrações da TV Excelsior (até 1969), REI e Rede Tupi é substituída pela Rede Globo, com quem a RMT passou a ser afiliada e continua até os dias atuais. Com o desmembramento da porção sul do estado para a criação de Mato Grosso do Sul em 1977, a rede de emissoras torna-se bi-estadual, com a TV Morena passando a gerenciar a programação no estado recém-criado e a TV Centro América em Mato Grosso.
Em 1989, a rede inaugurou mais duas emissoras, nas cidades de Ponta Porã (TV Sul América) e Rondonópolis (TV Centro América Rondonópolis). Em 1994, foi inaugurada a TV Centro América de Sinop, e em 1997, foi adquirida a TV Terra de Tangará da Serra, transformada em TV Centro América Tangará da Serra, completando a formação da rede.
A rede implantou as transmissões do Sinal Digital em 16 de dezembro de 2008 na TV Centro América em Cuiabá, que foi a oitava capital brasileira a contar com a nova tecnologia. Em 4 de maio de 2009, foi a vez da TV Morena, em Campo Grande.
Em 2013, iniciaram as implantações do Sinal Digital nas emissoras interioranas, inicialmente nas cidades de Ponta Porã e Dourados em Mato Grosso do Sul,  e Tangará da Serra e Rondonópolis, em Mato Grosso.
Em 22 de setembro de 2017, a Rede Matogrossense de Televisão passou a se chamar Rede Matogrossense de Comunicação, integrando rádio, televisão e internet.

## Emissoras
|                                                                                      |  |  |
| Divisão da área de cobertura da RMC por emissora em Mato Grosso do Sul e Mato Grosso |  |  |

| Prefixo | Emissora                           | Canal analógico | Canal digital | Cidade           | Estado             |
| ------- | ---------------------------------- | --------------- | ------------- | ---------------- | ------------------ |
| ZYA 942 | TV Morena                          | —               | 6 (30 UHF)    | Campo Grande     | Mato Grosso do Sul |
| ZYA 940 | TV Morena Corumbá                  | —               | 31 UHF        | Corumbá          | Mato Grosso do Sul |
| ZYA 947 | TV Morena Ponta Porã               | —               | 30 UHF        | Ponta Porã       | Mato Grosso do Sul |
| ZYA 941 | TV Centro América                  | —               | 4 (36 UHF)    | Cuiabá           | Mato Grosso        |
| ZYQ 727 | TV Centro América Sul              | —               | 12 (36 UHF)   | Rondonópolis     | Mato Grosso        |
| ZYA 953 | TV Centro América Norte            | —               | 5 (31 UHF)    | Sinop            | Mato Grosso        |
| RTV     | TV Centro América Tangará da Serra | —               | 13 (36 UHF)   | Tangará da Serra | Mato Grosso        |